# Distrikt Heroínas Toledo
Der Distrikt Heroínas Toledo liegt in der Provinz Concepción in der Region Junín in Zentral-Peru. Der Distrikt wurde am 9. Januar 1956 gegründet. Benannt wurde der Distrikt nach den „Heldinnen Toledo“, Cleofé Ramos Toledo und ihren Töchtern Maria und Higinia. Diese organisierten während des Unabhängigkeitskriegs Perus den Widerstand gegen die königliche Truppen von Gerónimo Valdés, indem sie die Brücken über den Río Mantaro abrissen.
Der Distrikt hat eine Fläche von 25,1 km². Beim Zensus 2017 wurden 1028 Einwohner gezählt. Im Jahr 1993 lag die Einwohnerzahl bei 1786, im Jahr 2007 bei 1422. Sitz der Distriktverwaltung ist die 3830 m hoch gelegene Ortschaft San Antonio de Ocopa mit 140 Einwohnern (Stand 2017). San Antonio de Ocopa befindet sich knapp 9,5 km nordnordöstlich der Provinzhauptstadt Concepción.

## Geographische Lage
Der Distrikt Heroínas Toledo liegt im Andenhochland zentral in der Provinz Concepción. Der Distrikt liegt am Fuße der westlichen Ausläufer der peruanischen Zentralkordillere.
Der Distrikt Heroínas Toledo grenzt im Süden an den Distrikt Santa Rosa de Ocopa, im Nordwesten an den Distrikt Apata (Provinz Jauja), im Nordosten an den Distrikt Comas sowie im Osten an den Distrikt Quichuay.

## Ortschaften
Im Distrikt gibt es neben dem Hauptort folgende größere Ortschaften:
- La Libertad (282 Einwohner)